# Live aus Berlin (Rammstein)
Live aus Berlin è il primo album dal vivo del gruppo musicale tedesco Rammstein, pubblicato il 31 agosto 1999 dalla Motor Music.

## Descrizione
Contiene la registrazione parziale del concerto che il gruppo ha tenuto presso il Parkbühne Wuhlheide di Berlino nel 1998. L'edizione limitata, commercializzata sotto forma di doppio CD, presenta tre brani in più (completando di fatto il concerto stesso) e un sezione multimediale con altrettanti brani.

## Tracce

### Edizione standard
1. Spiel mit mir – 5:22
2. Bestrafe mich – 3:49
3. Weißes Fleisch – 4:35
4. Sehnsucht – 4:25 (musica: Rammstein, Orgasm Death Gimmick)
5. Asche zu Asche – 3:24
6. Wilder Wein – 5:17
7. Heirate mich – 6:16
8. Du riechst so gut – 5:24
9. Du hast – 4:27
10. Bück dich – 5:57
11. Engel – 5:57
12. Rammstein – 5:29
13. Laichzeit – 5:14
14. Wollt ihr das Bett in Flammen sehen? – 5:52
15. Seemann – 6:54

### Edizione limitata
CD 1
1. Spiel mit mir – 6:09
2. Herzeleid – 3:57
3. Bestrafe Mich – 3:48
4. Weißes Fleisch – 4:36
5. Sehnsucht – 4:25 (musica: Rammstein, Orgasm Death Gimmick)
6. Asche zu Asche – 3:24
7. Wilder Wein – 5:57
8. Klavier – 4:50
9. Heirate mich – 7:47
10. Du rieschst so gut – 5:25
11. Du hast – 4:36
12. Bück dich – 6:03

CD 2
1. Engel – 6:31
2. Rammstein – 5:42
3. Tier – 3:42 (musica: Rammstein, Jürgen Engler)
4. Laichzeit – 5:13
5. Wollt ihr das Bett in Flammen sehen? – 6:15
6. Seemann – 9:56 – contiene la traccia fantasma Was hast du mit meinem Herz getan?, cover di Nicholas Lens

- CD-ROM Tracks

1. Tier – 3:52 (musica: Rammstein, Jürgen Engler)
2. Asche zu Asche – 3:42
3. Wilder Wein – 5:27

### VHS/DVD
1. Spiel mit mir – 6:20
2. Herzeleid – 3:58
3. Bestrafe mich – 3:51
4. Weisses Fleisch – 4:34
5. Sehnsucht – 4:25 (musica: Rammstein, Orgasm Death Gimmick)
6. Asche zu Asche – 3:26
7. Wilder Wein – 5:58
8. Klavier – 4:49
9. Heirate mich – 7:48
10. Du riechst so gut – 5:24
11. Du Hast – 4:34
12. Bück dich – 6:03 – presente nella riedizione DVD del 2020
13. Engel – 6:33
14. Rammstein – 5:43
15. Tier – 3:42 (musica: Rammstein, Jürgen Engler)
16. Laichzeit – 5:15
17. Wollt ihr das Bett in Flammen sehen? – 6:23
18. Seemann – 8:26

## Formazione
Gruppo
- Christoph Doom Schneider – batteria
- Doktor Christian Lorenz – tastiera
- Till Lindemann – voce
- Paul Landers – chitarra, voce
- Oliver Riedel – basso
- Richard Kruspe – chitarra, voce

Altri musicisti
- Bobo – voce (Engel)

Produzione
- Jacob Hellner – produzione
- Rammstein – produzione
- Ronald Prent – missaggio
- Olay Bruhn – registrazione aggiuntiva
- Hamish Hamilton – regia video
- Emanuel Fialik – produzione esecutiva video
- Ian Stewart – produzione video

## Classifiche
Audio
| Classifica (1999-2005) | Posizione massima |
| ---------------------- | ----------------- |
| Austria                | 2                 |
| Belgio (Fiandre)       | 93                |
| Finlandia              | 35                |
| Francia                | 97                |
| Germania               | 1                 |
| Norvegia               | 29                |
| Nuova Zelanda          | 46                |
| Paesi Bassi            | 43                |
| Svezia                 | 42                |
| Svizzera               | 8                 |

Video
| Classifica (2002) | Posizione massima |
| ----------------- | ----------------- |
| Paesi Bassi       | 4                 |
| Classifica (2020) | Posizione massima |
| Svizzera          | 2                 |